# Биологично активни вещества
Биологично активните вещества (съкратено „БАВ“) са органични и неорганични субстанции, които в минимални количества оказват значително влияние върху организма на хората, животните и растенията, и изобщо върху всички живи същества – бактерии, протисти, гъби и други.

## Органични
Според произхода си по отношение на конкретния организъм, органичните БАВ могат да бъдат:
- автогенни – синтезирани от самия организъм. Такива са хормоните, простагландините и други;
- изогенни – синтезирани от генетично еднороден организъм. Такива са БАВ в колониите от генетично еднородни микроорганизми;
- хетерогенни – синтезирани от ген]етично близък организъм, по правило от същия биологичен вид. Такива са секретите на аналните жлези, с които представители на един и същи вид маркират територията си в дивата природа;
- алогенни – може да са синтезирани от генетично еднороден организъм или да са получени по абиогенен път, естествено или изкуствено.
  - биологичните органични БАВ се синтезират от живи организми; такива са пчелната и змийската отрова, нивалинът, дигоксинът и други;
  - абиогенните органични БАВ може да възникнат в резултат от естествени природни процеси (вулканични изригвания), или да са синтезирани изкуствено – такива са всички лекарства.

## Неорганични
Неорганичните БАВ може да се образуват и да съществуват в природата независимо от живия свят, като радиоактивните вещества, неорганичните отрови (цианкалий, цинков фосфид) или да бъдат синтезирани по изкуствен път от човека.